# Blur: The Best of
Blur: The Best of – wydana w 2000 roku kompilacja najlepszych utworów Blur. Na płycie CD pojawia się 17 z 23 utworów wydanych przez zespół jako singli oraz dodatkowy utwór „Music Is My Radar”.

## Lista utworów
1. „Beetlebum” – 5:05
2. „Song 2” – 2:02
3. „There’s No Other Way” – 3:14
4. „The Universal” – 4:00
5. „Coffee & TV” – 5:18
6. „Parklife” – 3:07
7. „End of a Century” – 2:47
8. „No Distance Left to Run” – 3:26
9. „Tender – 7:41
10. „Girls & Boys” – 4:18
11. „Charmless Man” – 3:33
12. „She’s So High” – 3:49
13. „Country House” – 3:57
14. „To the End"  – 3:51
15. „On Your Own” – 4:27
16. „This Is a Low” – 5:02
17. „For Tomorrow” – 6:02
18. „Music Is My Radar” – 5:29

## Certyfikaty i sprzedaż
| Kraj                  | Certyfikat         | Sprzedaż   |
| --------------------- | ------------------ | ---------- |
| Australia (ARIA)      | złota płyta        | 35 000+    |
| Nowa Zelandia (RMNZ)  | platynowa płyta    | 15 000+    |
| Wielka Brytania (BPI) | 4x platynowa płyta | 1 200 000+ |